# Typus (Literatur)
Ein Typus (lateinisch, von altgriechisch τύπος týpos, deutsch ‚Gestalt‘, ‚Schlag‘, ‚Gepräge‘) bezeichnet in der Literaturwissenschaft eine mit feststehenden Merkmalen versehene Figur. Im Drama gehört sie meist zum Personal der Komödie (während die Figuren der Tragödie nicht vergröbert, sondern individualisiert sein sollten). So kennt die Literatur etwa den Typus des listigen Helden, des gehörnten Ehemannes oder des einsamen Denkers.
In der Antike wurden die Typen auf mythologische Figuren zurückgeführt. Eine ausführliche Typenlehre stammt von Theophrast, der den Komödiendichter Menander beeinflusste. Horaz brachte seine eigene Typenlehre dann mit sozialen Unterscheidungen in Zusammenhang. Jean de La Bruyère nahm Theophrasts Charakterlehre auf und versuchte sie auf die Satire und Komödie seiner Zeit anzuwenden.
Typisierung hat stets mit vergrößerter Verständlichkeit oder Erkennbarkeit zu tun. Das spätmittelalterliche Theater kannte die Allegorie, die nicht das Individuelle, sondern das Allgemeine darstellen sollte. Spuren solcher Allegorien sind noch im Theater Shakespeares zu finden wie der Vice als Typus des Bösewichts.
Das Typische der Figuren im Theater der Neuzeit hing mit dem Stegreifspiel der Schauspieler zusammen, das bis zum 18. Jahrhundert üblich war. Erfolgreiche „lustige Personen“ bürgerten sich ein. Das durch Improvisationen entwickelte Rollenfach des Schauspielers und eine stehende Rolle als literarische Vorgabe können sich gegen 1800 überlappen. In den Typenlustspielen der Commedia dell’arte dient die Typisierung der bewussten Verspottung. Ihre Diener- und Herrenfiguren haben sich bis ins 20. Jahrhundert erhalten.
Seit dem späteren 18. Jahrhundert entwickelte sich der ernst gemeinte Typus der Charakterrolle, bei der eine Vergröberung als Individualisierung betrachtet wird (wie etwa beim „Nationaltypischen“ im Charaktertanz, siehe auch Stereotyp). Statt Komik sollte damit „Betroffenheit“ erzeugt werden. Die Psychologie hat diese Art der Typisierung mit der antiken Tradition verbunden und den Begriff des „Archetypus“ als schicksalhaftes Vorbild geprägt wie mit Ödipus oder Elektra.
In diese Richtung geht auch ein modernerer Gebrauch dieses Begriffs in der Literaturwissenschaft: Hier wird Typus oft als Stellvertreter für einen Stoff und seinen Gehalt oder seine Problematik verstanden. In diesem Sinne war schon vom Don-Juan-Typus oder vom Typus des Faust die Rede. Der literarische „Typus der unverstandenen Frau“ dient dann etwa zur Zusammenfassung und Eingrenzung einer Stofftradition durch Leser und Kritiker.